# Грозозащитный трос

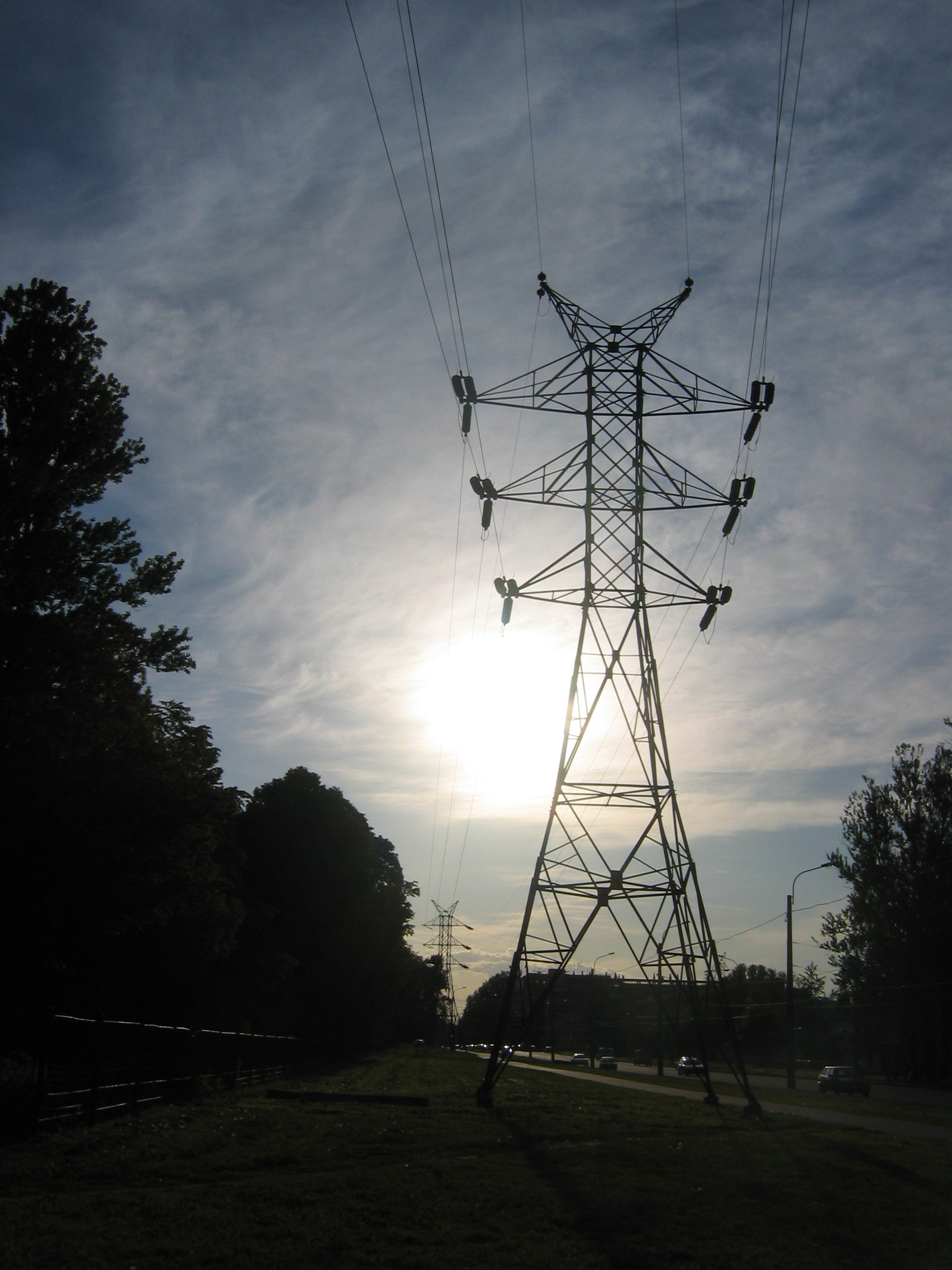
Опора ЛЭП. Над каждой цепью токоведущих проводов расположен грозозащитный трос

Грозозащи́тный трос — заземлённый протяжённый молниеотвод, натянутый вдоль воздушной линии электропередачи над проводами.

## Описание
В зависимости от расположения, количества проводов на опорах ВЛ, сопротивления грунта, класса напряжения ВЛ, необходимой степени грозозащиты монтируют один или несколько тросов. Высота подвеса грозозащитных тросов определяется в зависимости от угла защиты, то есть угла между вертикалью, проходящей через трос, и линией, соединяющей трос с крайним проводом, который может изменяться в широких пределах и даже быть отрицательным.
На ВЛ напряжением до 20 кВ грозозащитные тросы не применяются. На ВЛ 110—220 кВ на деревянных опорах и ВЛ 35 кВ (независимо от материала опор) тросом защищают только подходы к подстанциям. Линии 110 кВ и выше на металлических и железобетонных опорах защищают тросом на всём протяжении.
В качестве грозозащитных тросов применяются стальные канаты или иногда — сталеалюминиевые провода со стальным сердечником увеличенного сечения, а также стальные провода ПС. Стальные канаты условно обозначают буквой С и цифрами, указывающими площадь их сечения (например, С-35), а стальные провода условно обозначают буквами ПС и цифрами, указывающими площадь их сечения (например, ПС-70). Как правило, в качестве грозозащитных тросов на ВЛ 35 кВ применяются канаты 8,0-Н-120-1-СС ГОСТ 3062 (ТК 8.0), на ВЛ 110 и 150 кВ — канаты 9,1-Г-1-СС-Н-140 ГОСТ 3063-80 (ТК 9.1), на ВЛ 220 кВ и выше — канаты 11,0-Г-1-СС-Н-140 ГОСТ 3063-80 (ТК 11.0).
С 1 июля 2009 года при строительстве и реконструкции ВЛ предприятиям ПАО «ФСК ЕЭС» и МРСК в качестве защиты от прямых ударов молнии следует применять грозотросы (канаты стальные) марки МЗ-В-ОЖ-Н-Р, выполненные по СТО 71915393-ТУ 062—2008, грозотрос марки ПК -  МЗ по ТУ 14-173-042-2010 и грозотросы марки ГТК по ТУ 3500-001-86229982-2010.
Грозозащитный трос может подвешиваться на изоляторах. В этом случае ток молнии проходит на заземлитель через специальный искровой промежуток. Изолированные грозотросы применяют на ВЛ с автоматической плавкой гололеда.
На ВЛ 150 кВ и ниже, если не предусмотрена плавка гололеда или организация каналов высокочастотной связи на тросе, изолированное крепление троса следует выполнять только на металлических и железобетонных анкерных опорах. Крепление тросов на всех опорах ВЛ 220—750 кВ должно быть выполнено при помощи изоляторов, шунтированных ИП.

## Использование для систем связи
Изолированные грозотросы могут использоваться для передачи сигналов высокочастотной связи. Использование грозотросов для ВЧ-связи типично для ВЛ с двумя тросами и с горизонтальным расположением силовых проводов.
В 80-е годы XX века проводились эксперименты по использованию в системах связи грозотроса со встроенным коаксиальным ВЧ кабелем, однако распространения это решение не получило.
В последнее время нередко применяют грозозащитный трос со встроенным волоконно-оптическим кабелем. Такое решение позволяет сократить затраты на прокладку и обслуживание линии по сравнению с подземными кабельными линиями.